# RMS Lusitania
RMS Lusitania byl luxusní zaoceánský parník (R. M. S. – Royal Mail Ship), vlastněný rejdařstvím Cunard Line a postavený v letech 1904–1907 v loděnici John Brown & Company ve skotském Clydebanku. Loď byla pojmenována podle Římské provincie Lusitánie, která je dnes součástí Portugalska. Během první světové války byla 7. května 1915 torpedována německou ponorkou U 20. Incident, který si vyžádal téměř 1200 životů, se odehrál 18 kilometrů od irského Old Head of Kinsale, loď se potopila během osmnácti minut. Potopení lodi vyvolalo veřejné odsouzení Německa a bylo využíváno v rámci americké válečné propagandy.

## Konstrukce

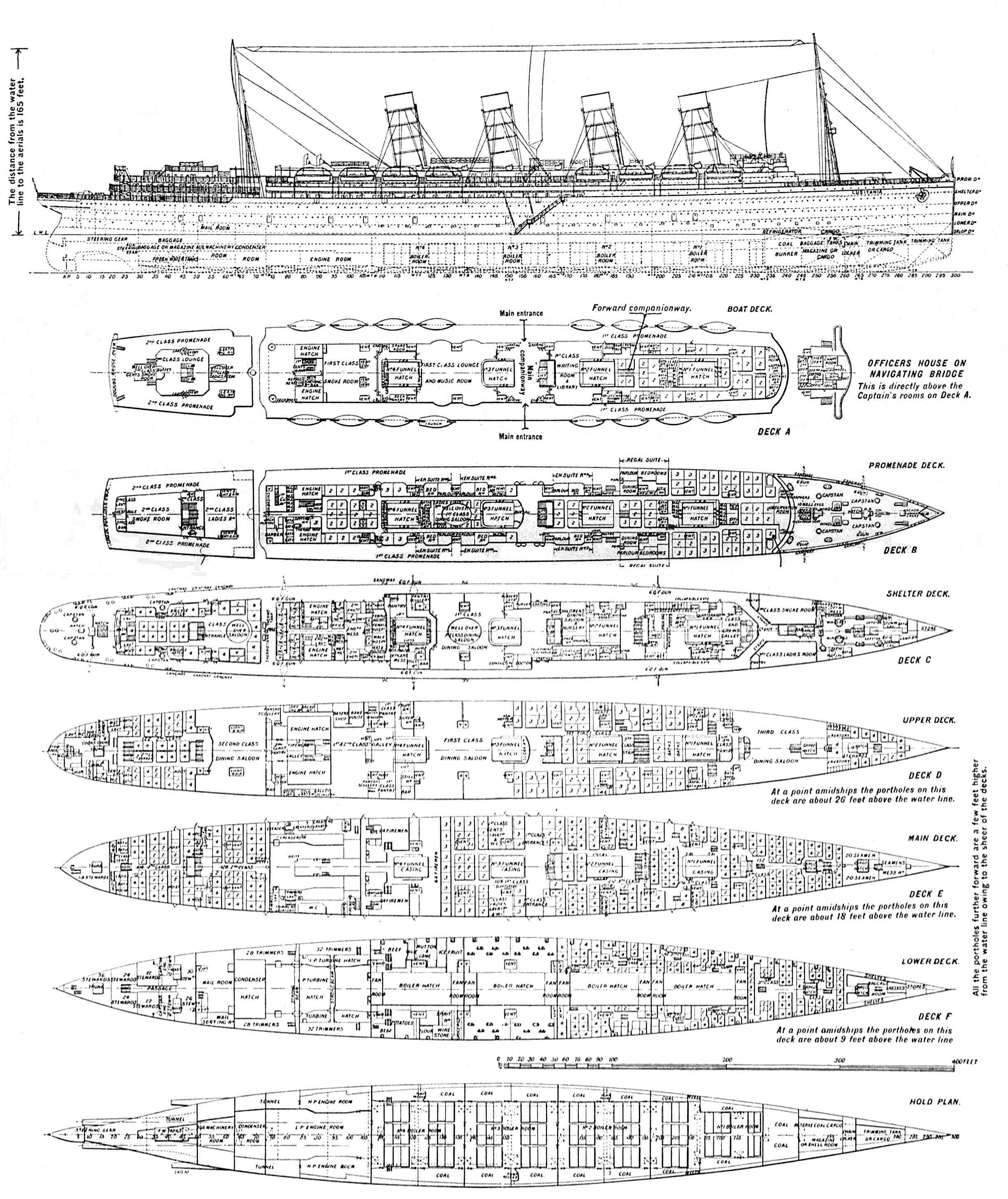
Schéma jednotlivých palub lodi

Lusitania i její sesterská loď Mauretania byly postaveny za podpory britské Admirality, která Cunardu poskytla přes 2 500 000 liber výměnou za to, že v případě vstupu Velké Británie do války, budou obě lodi poskytnuty Royal Navy k přestavbě na pomocné křižníky.[zdroj?]
Obě lodě, ač měly trochu rozdílný pohon (Mauretania byla o půl uzlu rychlejší), byly poháněny čtyřmi šrouby přímo napojenými na parní turbíny. Dosahovaly rychlosti cca 28 uzlů. V první světové válce měly být zabaveny admiralitou, ale nestalo se tak. Pouze Mauretania byla později zabavena a sloužila jako nemocniční loď (po válce se vrátila do služeb rejdařství Cunard a roku 1935 byla rozebrána).[zdroj?]

## Služba
V letech 1907–1909 se Lusitania stala pětinásobným držitelem Modré stuhy Atlantiku. Za války měla být přestavěna na válečnou.

## Potopení Lusitanie

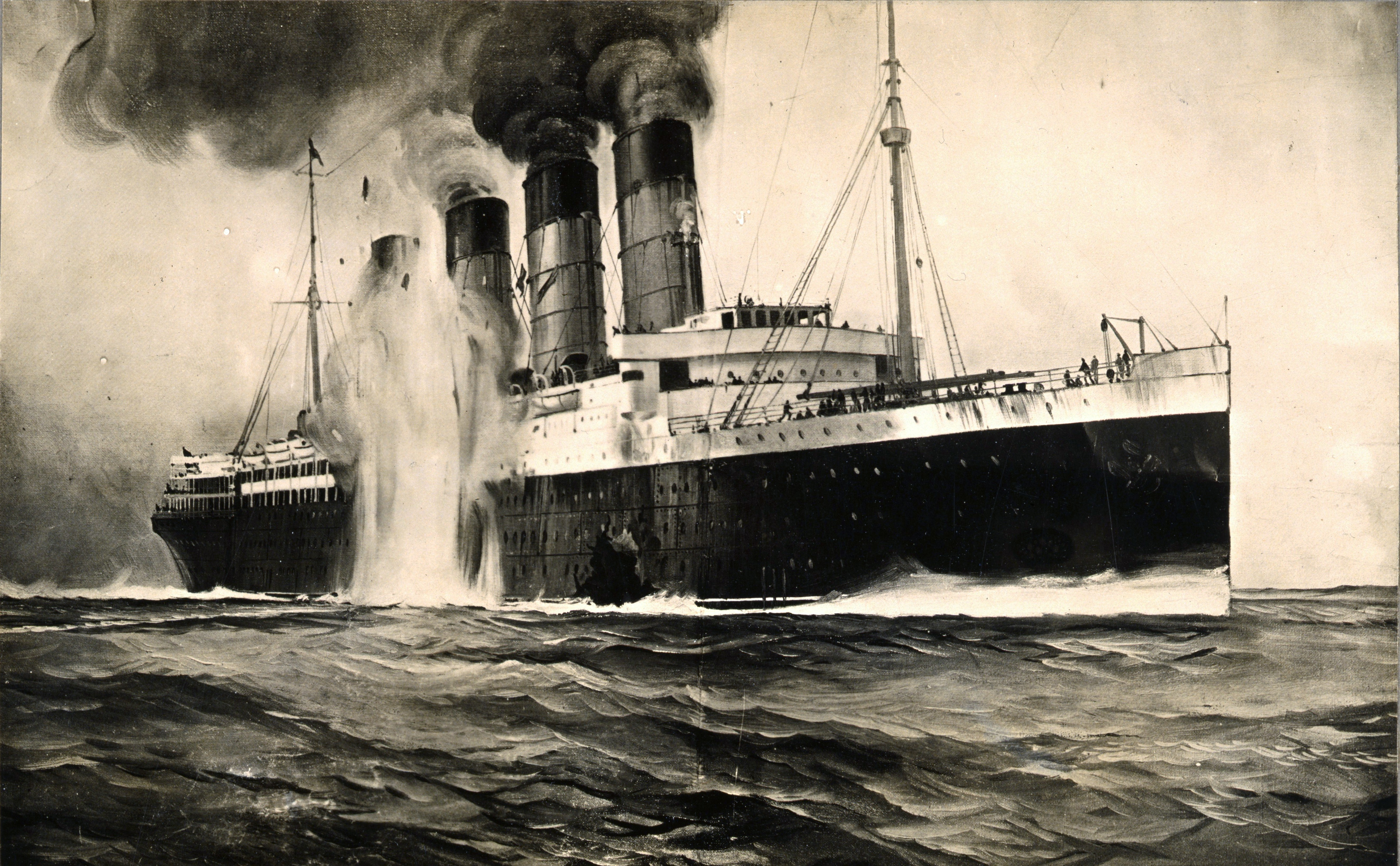
Umělecké vyobrazení potopení lodi

Dne 1. května 1915 Lusitania opustila New York. Dne 7. května 1915 ve 14:10, týden po opuštění New Yorku, byla Lusitania na cestě do Liverpoolu torpédována německou ponorkou U 20. Po zásahu jedním torpédem (občas mylně uváděno dvěma - patrně v důsledku překvapivě rychlého potopení během 18 minut) se Lusitania převrátila a s velkými ztrátami na životech se potopila ve 14:28. Celkem při potopení zahynulo 1195 osob.
Loď se potopila tak rychle kvůli nezavření vodotěsných dveří (horizontálně se zavírající) a defektnímu designu trupu. Loď měla dvojitý trup, ale ten nebyl dělen na vodotěsné přepážky. Tento typ dvojitého trupu vede k rychlému převrácení potápějící se lodě a dnes je již zakázaný. Dvojitý trup nebyl dělen na přepážky pro snadnější vyprazdňování v něm skladovaného uhlí.[zdroj?]
Pasažéři byli od cesty odrazováni inzerátem z 22. dubna 1915, který varoval, že mezi Velkou Británií a Německem existuje válečný stav a loď může být v britských vodách potopena. Toto upozornění vydala samotná německá ambasáda ve Washingtonu.
Podobně jako během předchozích plaveb, i během té poslední převážela Lusitanie munici do ručních zbraní, jejíž přítomnost byla uvedena i v seznamu převáženého zboží, ale žádné výbušniny.
 Německá strana kvůli této skutečnosti poukazovala na Lusitanii jako na legitimní cíl, zároveň však mylně tvrdila, že loď byla vyzbrojena.
Smrt tolika cestujících (z nichž bylo 128 Američanů) zvedla u světové veřejnosti vlnu antipatie vůči Německu a přispěla ke vstupu Spojených států do první světové války po boku států Dohody.